# Epifitia
Se procura informação sobre organismos que crescem ou se instalam sobre plantas, veja epífita.
Epifitia (do grego clássico: epi, sobre + phyton, planta) é a designação dada uma patologia vegetal (uma doença das plantas) com carácter infeccioso que ataca de forma generalizada plantas, de uma ou mais espécies, numa mesma área. O conceito, utilizado em agronomia e ecologia, tem paralelo em epidemia (doença generalizada de humanos) e em epizootia (doença generalizada de animais). Uma epifitia surge quando as condições ecológicas favorecem a rápida expansão de um agente patogénico sobre populações vegetais, causando sintomas severos e amplamente difundidos de uma enfermidade, ou o incremento da prevalência da enfermidade, nas populações vegetais afectadas.